# الجبيل (دوعن)

تعديل مصدري - تعديل

الجبيل هي إحدى قرى عزلة صيف بمديرية دوعن التابعة لمحافظة حضرموت، بلغ تعداد سكانها 454 نسمة حسب تعداد اليمن لعام 2004.